# カラーライン
カラーライン（英: colour line）とは、かつてボクシングに存在した、チャンピオン（主として白人）が黒人との対戦を拒否できる制度で、人種差別制度の一種である。
カラーラインの使用例を見るに、白人が黒人を嫌悪していたというよりも、黒人の実力を恐れ、黒人王者が誕生して白人の権威が脅かされるのを恐れたのが誕生した理由であるといえる。

## 歴史
カラーラインを最初に用いたのは、ボクシング初代世界ヘビー級王者のジョン・L・サリバンだった。サリバンは、西インド諸島出身の黒人ボクサーだったピーター・ジャクソンの実力を恐れ、対戦を拒否するためにカラーラインを使った。
第4代世界ヘビー級王者のジェームス・J・ジェフリーズは、王座在位中はカラーラインを用いて黒人とのタイトルマッチを拒否した。（ただし在位中も、タイトルに無関係な変則試合では黒人の実力者ハンク・グリフィンと対戦している。）
第7代世界ヘビー級王者で、黒人であるジャック・ジョンソンがマン法で逮捕され、パリに逃亡すると、1913年1月1日にアメリカのプロモーターは勝手に新たに世界ヘビー級タイトルマッチを行い、白人同士で世界王者決定戦をやらせた。もちろん、この世界戦は正規の世界戦として認められておらず、現在は、この試合で勝ったルーサー・マカーティは王者として認められていない。こうして妙な世界ヘビー級王者になったルーサー・マカーティはカラーラインを宣言し、黒人との試合を拒んだ。なお、マカーティは世界王座防衛戦直前に落馬し、首の骨を折って試合中に倒れた。そしてその直後に急逝した。こうした出来事の原因には、強さの象徴である世界王座をどうしても白人の手に戻したかった背景があった。
なお、カラーラインに忸怩たる思いを味わったはずのジャック・ジョンソン自身、皮肉にも王座奪取後は黒人実力者（サム・ラングフォードなど）との対戦を拒み、実質的にカラーラインを引いたことがある。当時黒人ボクサー同士のタイトルマッチでは、興行的に訴求力を持たなかったことが原因とされるが、黒人コミュニティからは失望の声があがった。なかでも黒人強豪ジョー・ジャネット（1909年に黒人ヘビー級王座奪取）の憤りは激しく、「世界チャンピオンになって、ジャックは旧友を忘れてしまった。彼は同胞に対してカラーラインを引いた」と非難した。王者ジャックは1913年にようやく在位中唯一の黒人ボクサーとの防衛戦に臨んだが、相手は黒人ヘビー級王座獲得経験者ではなく、この時点でラングフォードに1戦1敗、ジャネットに4戦全敗のジム・ジョンソンというボクサーであった。王者ジャックはこの挑戦者を相手に、ドローで王座を防衛した。